# Gradišče, Sveti Tomaž
Gradišče je naselje v Občini Sveti Tomaž.
Gradišče je bilo prvič omenjeno leta 1478. Lezi na slemenu nad dolino potoka Sejance.
Vaški grb simbolizirata dve kihači (dve kuhalnici). Sirokogrudni Gradiscanci niso odstopili svoje kihače samo Zagorjanom, posojali so jo tudi Mali vasi, ko so kuhali cesnjevo zganje, Savcanom pa, da so gladili z brusom jezo. Dve kuhalnici sta jim kljub temu ostali za grb.